# Continental Hotel (Gdańsk)
Continental Hotel – pierwszorzędny hotel w Gdańsku, który był położony naprzeciwko dworca kolejowego Gdańsk Główny, naprzeciwko budynku dawnej kolejowej przychodni lekarskiej. Zniszczony pod koniec II wojny światowej.

## Historia

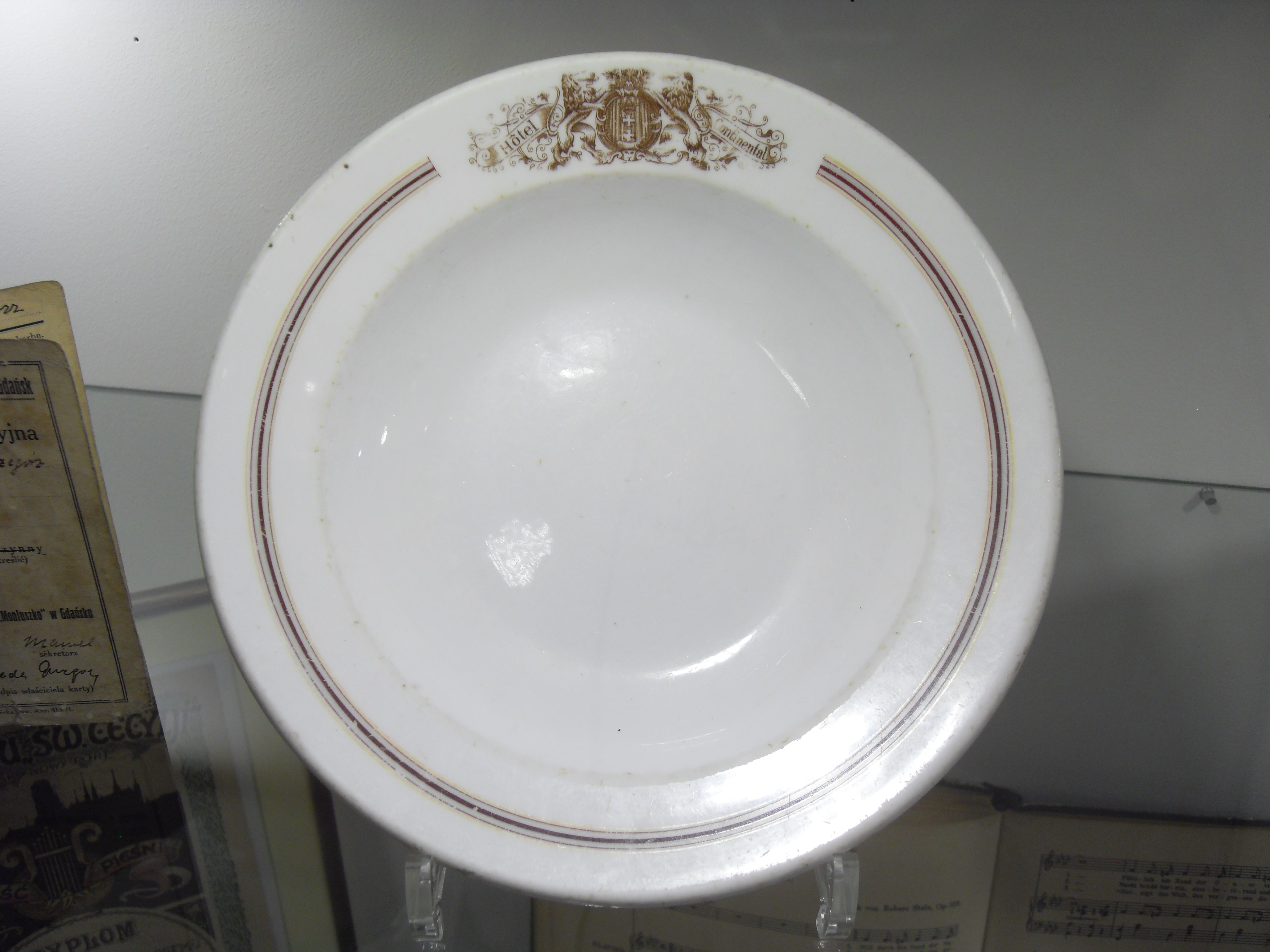
Talerz z Hotelu Continental

Pod koniec XIX wieku zapadła decyzja o likwidacji nowożytnych fortyfikacji chroniących Gdańsk. Na ich miejscu miały powstać szerokie ulice zabudowane reprezentacyjnymi gmachami. Usunięcie fortyfikacji skutkowało pojawieniem się nowych, atrakcyjnych inwestycyjnie terenów, położonych bezpośrednio przy centrum miasta. Budowa hotelu rozpoczęła się w 1896, został otwarty 20 czerwca 1899. Początkowo dysponował 35 pokojami, następnie po rozbudowie w 1914 90 pokojami (120 łóżek). Dysponował też restauracją, kawiarnią i winiarnią Zum Rüdesheimer. Hotel był popularny wśród Polaków, gdyż właścicielem była firma polska oraz mieściło się w nim przedstawicielstwo PBP „Orbis”. W 1922 w jednej z sal hotelu powołano Towarzystwo Przyjaciół Nauki i Sztuki. W hotelu miała też swoją siedzibę redakcja Gazety Gdańskiej, Związek Rozwoju Gdańsko-Polskich Stosunków Gospodarczych (Verband zür Förderung d. Danzig-Polnischen Wirtschaftsbeziehungen) oraz Konsulat Wenezueli (1935-1938). W hotelu nocowała japońska para książęca – brat ówczesnego cesarza Japonii Hirohito – książę Takamatsu z żoną Kikuko (12–14 października 1930).
Pomocy żydowskim uciekinierom udzielał pod koniec lat 30. ówczesny dyrektor hotelu Piotr Bresiński, działacz Polonii w Wolnym Mieście Gdańsku.
Przez pewien okres w 1939 w hotelu przetrzymywano (internowano) polskich oficerów z załogi WST Westerplatte.
Został zniszczony pod koniec II wojny światowej i nieodbudowany.